# Estadio Al-Sadaqua Walsalam
El Estadio Al Sadaqua Walsalam, es un estadio de usos múltiples en la Ciudad de Kuwait, Kuwait. En la actualidad se utiliza sobre todo para partidos de fútbol del club Kazma SC de la Liga Premier de Kuwait. El estadio posee una capacidad para 21 500 espectadores.
En 2013 los clubes locales Al Kuwait Kaifan y Al Qadsia SC disputaron en este estadio la final de la Copa de la AFC, con triunfo del primero por 2:0.